# Намакарана
Намакарана (санскр. नामकरण, IAST: Nāmakaraṇa) или намадхея — пятая из 16 санскар, совершаемых индусами. Во время этой церемонии ребёнку присваивается то или иное имя. Согласно грихья-сутрам намакарана должна совершаться на десятый либо двенадцатый день после рождения человека. В более поздних писаниях временная граница варьируется — от десятого дня после рождения до первого дня второго года жизни ребёнка.
Зажигается жертвенный огонь, и на запад него расстилается трава гарбха, в направлении с севера на юг. Отец садится на траву лицом на юг, и мать, держащая ребёнка, садится перед ним. Оба родителя облачаются в новые нестиранные одежды, ребёнок уже укрывается в чистый кусок ткани. Произносятся молитвы, и в определённый момент мать протягивает ребёнка отцу. Золотой предмет, обычно кольцо, кладётся в медный сосуд, содержащий гхи, затем подношения из гхи бросаются в огонь и потом золотой предмет вынимается, омывается и повязывается вокруг шеи ребёнка его отцом. Отец затем мажет свою руку гхи, греет её над костром, касается ею лба ребёнка, нюхает голову ребёнка и произносит благословение. Затем уже он даёт ребёнку имя, заранее выбранное жрецом-астрологом. Имя ребёнка также может быть определено накшатрой, под которой ребёнок родился. Часто используются имена богов и богинь. Церемония заканчивается угощением брахманов и раздачей пожертований.
Некоторые брахманы считают, что мальчиков надо называть на 11-й день, а девочек на 12-й, так как чётные дни благоприятствуют женскому полу, а нечётные — мужскому. Но в то же время все согласны, что если намакарана выпадает на время убывания луны, то её надо перенести.